# Valdir Peres
Pour les articles homonymes, voir Peres et Arruda.
 Waldir Peres de Arruda, généralement appelé Waldir Peres ou Valdir Peres, est un footballeur brésilien né le 2 janvier 1951 à Garça (Brésil) et mort le 23 juillet 2017 à Mogi das Cruzes (Brésil),.
Il occupait le poste de gardien de but au São Paulo FC et dans l'équipe du Brésil.

## Carrière de joueur

### En club
- 1969 - 1970 : Garça ( Brésil)
- 1970 - 1973 : AA Ponte Preta ( Brésil)
- 1973 - 1984 : São Paulo FC ( Brésil)
- 1984 - 1984 : América ( Brésil)
- 1985 - 1986 : Guarani FC ( Brésil)
- 1986 - 1988 : SC Corinthians ( Brésil)
- 1988 - 1988 : Portuguesa de Desportos ( Brésil)
- 1989 - 1989 : AA Ponte Preta ( Brésil)
- 1990 - 1990 : Santa Cruz FC ( Brésil)

Il a reçu le « ballon d'or brésilien » en 1975.

### En équipe nationale
Valdir Peres compte 30 sélections (2 non officielles) avec l'équipe du Brésil.
Il a participé à la coupe du monde de 1974, à la coupe du monde de 1978 et à la coupe du monde de 1982.
Il était titulaire lors de la coupe du monde de 1982 (cinq matches joués).

### Palmarès
- Champion du Brésil en 1977 avec São Paulo FC
- Champion de l'État de São Paulo en 1975, 1978, 1980 et 1981 São Paulo FC
- Vainqueur de la coupe Roca en 1976 avec São Paulo FC
- Champion de l'État du Pernambuco en 1990 avec Santa Cruz FC